# Kultura aterska

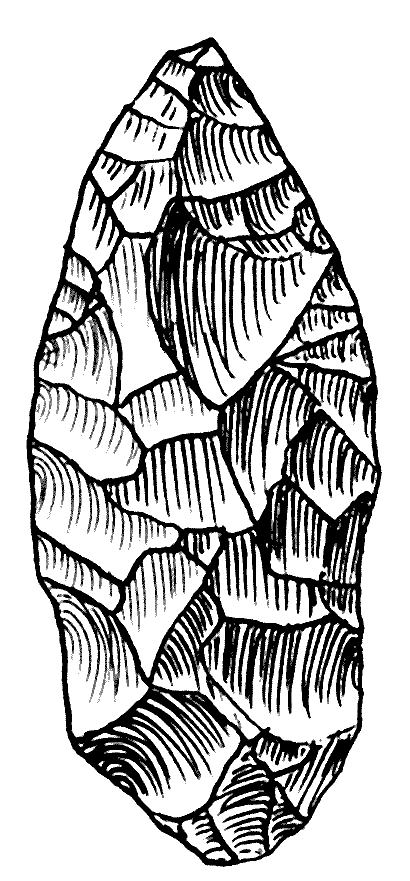
Ostrze dwustronne

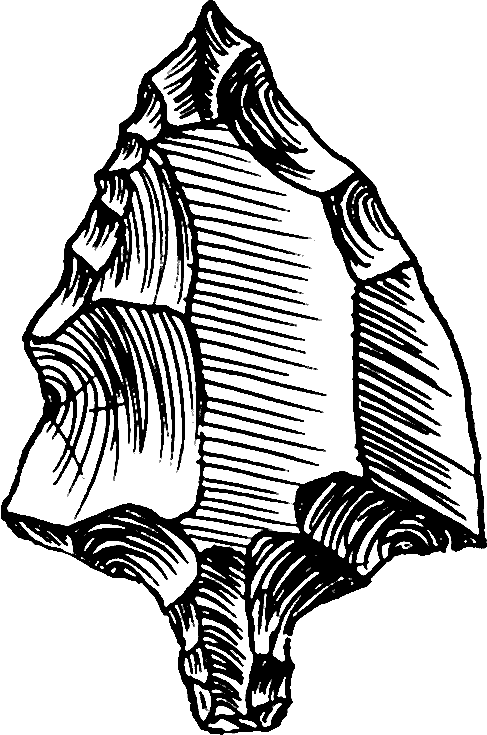
Ostrze trzoneczkowate

Kultura aterska – paleolityczna kultura z Afryki Północnej. Nazwa pochodzi od Bir al-Atir niedaleko Konstantyny w Algierii.
Rozwijała się od końca środkowego paleolitu, od 50-40 tys. lat temu do ok. 25-20 tys. lat temu. Występuje w niej krzemieniarstwo mustierskie oparte na odłupkach lewaluaskich. W jej inwentarzu mamy do czynienia z dwustronnymi ostrzami trzoneczkowatymi i liściowatymi. Ponadto występują także narzędzia zębate oraz niektóre typowe dla górnego paleolitu. Na stanowiskach: jaskinia Taforalt, El Harhoura oraz jaskinia Contrebandiers (Maroko) odnaleziono szczątki kostne, które należały do północnoafrykańskich archaicznych Homo sapiens. Do zaniku tej kultury doprowadziły postępujące zmiany klimatyczne.